# Bathypogon nigrotibiatus
Bathypogon nigrotibiatus är en tvåvingeart som beskrevs av Hull 1958. Bathypogon nigrotibiatus ingår i släktet Bathypogon och familjen rovflugor. Inga underarter finns listade i Catalogue of Life.